# Будищенська загальноосвітня школа
Буди́щенська загальноосвітня школа І-ІІІ ступенів — загальноосвітній заклад, що розташований у селі Будище Черкаського району Черкаської області.

## Історія

На початку 20 століття

Перша школа у селі Будище була збудована 1863 року і вона мала статус церковно-парафіяльної. На той час вона мала 3 класи, де навчалось 200 дітей. 1913 року для навчального закладу було збудоване нове приміщення, яке однак в роки другої світової війни було повністю зруйноване. 1947 року будівлю школи відбудували, вона стала семирічною. На той час у ній навчалось 200 учнів. 1988 року школа переїхала до новозбудованого приміщення.

## Структура
У школі працюють 26 педагогів, з яких 9 учителів вищої категорії та 11 — І категорії, троє мають звання старшого учителя.
3 — мають звання «старший учитель».